# Jeunesse du sacré
Jeunesse du sacré est un essai paru le 19 janvier 2012, écrit par l'auteur, écrivain et philosophe français Régis Debray. Il constitue la 71e œuvre écrite par l'auteur. Cet ouvrage fut préparé lors du concours du Centre national du livre.

## Résumé
Cet essai accompagne à la fois du texte avec des images accordant le visuel historique et du textuel poignant.

## Synthèse

### Ouverture: De Pierre et de Vent
L'ouverture repose essentiellement sur des interrogations qui ne peuvent être posées que par ceux qui détiennent une vision translucide, raisonnée et clairvoyante, autres que celles qui sont posées communément de manière générale où toute personne pourrait penser une seule et même chose assimilée de tous, en l’occurrence des questions méritant une profonde méditation permettant une résolution mûrement réfléchie.
Qu'est-ce que les hommes qualifient de sacré ? Où, quand et pourquoi ? 
Cette ouverture définit les dysfonctionnements, les mutations, mais aussi les évolutions qui ont bouleversé l'image, le corps des institutions, dont l'auteur traduit le passage du sacré à celui du profane. Il tient donc à redéfinir les origines, soulever les distinctions idéologiques entre différentes notions, principalement entre Religion et Sacré, entre l'être et l'Objet, sacrilège et blasphème.

### Première partie: Le génie du Lieu - Par Mont et par Vaux
Pour Debray, le sacré constitue tout ce qui est immuable, intouchable tel que l'architecture ou la musique. Il existe deux types de sacré: celui qui vient d'en haut : sacré d'ordre, puis celui qui vient d'en bas: sacré de communion. Le terme génie donne du sens commun à ce qui « rassemble », « regroupe » ce qui pourrait être en alliance avec une « physionomie » pérenne. Mais comment distinguer un lieu sacré ?

#### Clos
Un palais de justice comme lieu sacré, éloge d'une salle d'audience « parisienne. » La ténacité du corps judiciaire se positionne au-dessus d'une civilisation, d'une société, d'une cité. L'écrivain se base sur des principes de diverses religions en développant la valeur symbolique de ces lieux sacrés. Dans la Bible, des personnages emblématiques tels que Jésus-Christ, Moïse, Hermon ou Sinaï; Mais aussi des sites sacrés comme le mont des Oliviers et du Golgotha. Chez le peuple bouddhiste, le temple Ryōan-ji de Kyoto, l'hôtel de Soubise, appartenant aux Archives nationales. Ce sont donc des lieux mythiques ayant un passé emblématique par des événements légendaires, si l'on prend en compte le monde judéo-chrétien ou la Grèce antique. L'invocation de milieux chargés d'histoire exprime une assimilation entre « expérience du sacré » et « vertige de l'infini. » La pierre est synonyme de puissance car c'est elle qui apparaît comme l'empreinte de vestiges inaltérables.

#### Rassembleur
Ce deuxième point de ce chapitre évoque le niveau d'importance qui fut accordé à de grands édifices. Les hauts lieux font allégeance à des formes de bienfaisance permettant le rassemblement de tout un peuple. Quel est le lien qui pourrait exister entre l'église et le sport ? Régis Debray remet cause une éventuelle possibilité de l'entrée du sport dans une culture de religion : ad libitum. En relation avec les récits de la mythologie grecque, il rend hommage aux créatures divines. Il établit ce rapport entre les activités sportives de L'Olympie à celle de la célèbre rencontre des Jeux olympiques : traduction d'un vestige conservé et pratiqué à ce jour. D’où cette légitimé de la notion rituel. La musique, elle, donne lieu à rassemblement sous forme de groupe choral qui représente le sacré, si l'on reprend la représentation des chants choraux, magnificats. Cette « atmosphère de communion » où « tout art devient sacré lorsqu'il se fait choral. »

#### Interdit
Un lieu symbolique dispose de règles, de codes à magnifier. Elle s'introduit par une perception d'instants « sacrés » au sein de chaque religion. L'habitus figure comme essentiel au respect de chacun d'entre elles en invoquant une énumération de la composition des structures religieuses. Quitte à remettre en cause l'éducation de la vie religieuse dans les institutions publiques (écoles). Les notions de « sacré », d'« inviolabilité » sont appuyées sur un fondement, celui du sacralisé. Elle prend une nouvelle valeur lorsque ces deux positions sont à la fois contradictoires, mais intrinsèquement complémentaires sur tous les fronts, matériel et humain. Selon l'auteur, l'asile politique est sacré en faisant de cet acte un droit politique intouchable.

#### Inaliénable
"La course à la magnificence continue de plus belle". On bâtit des monuments religieux donnant lieu à du commercial. Or, il faut différencier le business qui s'est formé autour d'objets sacrés et le fondement, c'est-à-dire la stature qui est attribuée à ces objets dans sa représentation. On peut effectuer un commerce en construisant certains édifices mais en aucun cas, établir des bénéfices dans une revente de ces biens. Cela va de même pour les objets d'institutions patrimoniales" d'une nation. Les termes "argent" et "religion" se dissocient. La marchandisation de ces derniers constitue une infraction. En revanche, tout ce qui n'appartient pas à un patrimoine est voué à une activité commerciale.

#### Prospectif
On souhaite effacer les douloureux événements qu'a connue un pays. Régis Debray conteste des idéologies sous l'ironie. Il existe une forme d'entretien d'endroits mémorables où l'on commémore les dates leur correspondant. "La mémoire n'oublie jamais" Elle est sujet à un futur meilleur en se basant sur les faits tragiques commis antérieurement. Le passé prend une dimension sacrée. L'histoire, le monde des morts sont des lieux de culte. Quant à la sépulture, le tombeau, les monuments, ces éléments, porteurs de sens, s'édifient à la mémoire d'un cadavre. En ce qui concerne la loi française, cette dernière est intransigeante dans le non-respect dû aux morts (exemple de l'atteinte à l’intégrité du cadavre, sensible d'être puni selon le Code pénal).

#### Criminogène
En alliance avec le point précédent, il s'agira de démontrer comment les lieux sacrés se sont créés et comment le feuilleton sanguinaire des affrontements entre peuples croyants a pris naissance. La langue arable est sacrée ainsi que la vache dans le monde hindou. Mais le sacré ne dispose pas de limites mais des extrêmes : le sacrifice en est un. Le sang coulé, autrement dit la perte d'une vie humaine, fait preuve de conscience collective. Il s'interroge sur les erreurs d'ordre politique qui, jusqu'à présent, n'ont jamais été résolues. Pour conclure ce sous-titre, Debray souligne la pensée altruiste qu'il souhaite partager selon le ressenti du sacré lorsque l'humain puisse se rassembler sur une terre unique en pratiquant la réconciliation, ultime recours à un avenir certain.

### Deuxième partie: Le travail du temps: Par chronique et Journaux
Plus le temps passe et plus l'on se rencontre l'histoire n'appartient aux époques et au vécu des hommes. Rien de surnaturel, tout n'est que création. C'est alors que nous découvrons au fil des jours tout ce que l'homme a créé qu'il soit concret ou abstrait.

#### Vicissitudes
L'homme a doté la terre de mœurs, d'habitudes, de qualités, de défauts, des droits. Pour Debray, en fonction des siècles, nous ajoutons des cellules de connaissances où certains penseront être instructif et conserver ou d'autres rejettent les doctrines (réf. au stalinisme). Certains protègent leurs lieux de vénération, d'autres dénigrent l'image sacrée en transformant un lieu de culte en lieu de divertissement. La dégradation s'intègre dans tous les domaines. Les monuments historiques deviennent un espace touristique ou l'on propose des services en échange d'une redevance et le monde des morts n'est pas épargné. Ne confondons pas incivisme et sacrilège. Certes, nous pouvons détourner l'utilisation, l'image d'un objet sacré, mais à ne pas faire perdre la valeur originelle de l’œuvre. Certains codes ont bouleversé nos modes de vie et participent au fondement sociétal d'une vie entre communauté, même lorsque certains droits se perdent lorsque la loi intervient.

#### Allergies
La santé, c'est sacré. Plus les années passent et les êtres humains vieillissent en fonction de leur époque. L'auteur se penche sur ce que pourrait être notre vie dans les années à venir, ce qui influencerait nos vies si l'on voyait nos professions perdre en intérêt, estime, récompense. Il propose sa vision des choses si l'on se projette dans le déroulement des événements produits en allant plus loin. Maintenant, nombreux sont ceux qui n'acceptent pas les événements tels qu'ils sont, refusent de reconnaître la réalité des choses même si l'on peut, par moments rattraper le temps. Sauf que le regarde chacun n'est pas le même où chacun veut vivre dans son propre monde et serait prêt à se méfier de son prochain. Quant à l'argent qui devient le maître de la terre, bouleverse les lois de l'« inaliénabilité » et les concepts proches de la bienfaisance qui perdent leur bonté.

#### Résurgences
La sacralité est un sujet qui légitime l'existence, justifie sa présence et valorise son image. Elle prend une tournure. La détérioration de ce terme n'hésite pas à se faire attendre et profite à ceux qui en abusent. Il s'agira de retranscrire les émotions, extraire le vrai du faux et de bâtir du nouveau. Faisons la part des choses. En même temps, on veut résoudre certaines choses mais on veut créer des règles en ajoutant des exceptions. La notion d'interdit" lui paraît nécessaire d'être évoqué car elle concentre de nombreuses significations.En effet, on veut interdire sans interdire comme il dirait « il est interdit d'interdire. » On pourrait interdire certains agissements, certaines paroles mais sous quelques conditions.

#### Échelles
Rappelons que sacré et profane sont indissociables et qu'il existerait des différents niveaux ou différentes échelles entre eux. Nous ne pouvons donc interagir dans le déroulement aléatoire et éphémère de notre existence mais nous pouvons mesurer son poux, analyser les chiffres  ou le soigner d'éventuelles maladies transmissibles. La notion de hiérarchie à son mot à dire puisque c'est celle qui garantit l'ordre et le respect. Il se constitue en une « pyramide des normes » qui a pour fonction de décisions sur des problèmes que l'on éprouve d'impératifs pour les résoudre. Le sacré, c'est ce qui ne relève pas de l'opinion. Sauf que son auteur regarde de loin en se demandant si nous souhaitons que les choses sans pour autant qu'il y ait cette barrière hiérarchique supérieure, au-dessus de nous qui puisse nous diriger sans s'opposer.

## Critiques
Régis Debray se remet en question sur des idéologies qui lui paraissent prosaïque et vitales et dénoncent les mentalités sur un ton moqueur, voire satirique. À partir de cela, il relève les imperfections, contre-révélations, contre-productions et les désillusions. Le fait de développer des notions qui n'ont aucun sens commun voire logique dans les concepts, réflexions, opinions de chacun mais qui se voient alliés dans le monde moderne, c'est ce qui exaspère son auteur. C'est sous cette méthode consciencieuse qu'il espère marquer les esprits et donner aux lecteurs ce regard critique.